# Тоні Сільва
Тоні Сільва (фр. Tony Sylva, нар. 17 травня 1975, Гедіаває) — сенегальський футболіст, що грав на позиції воротаря.
Виступав, зокрема, за «Монако» та «Лілль», а також національну збірну Сенегалу, з якою був учасником чемпіонату світу та чотирьох кубків африканських націй.

## Клубна кар'єра
У дорослому футболі дебютував 1995 року виступами за «Монако», в якому провів дев'ять сезонів, але основним гравцем не був, будучи спочатку дублером Фаб'єна Бартеза, а потім Флавіо Рома, взявши участь лише у 24 матчах Ліги 1. Протягом цих років виборов титул чемпіона Франції. Також здавався на правах оренди в клуби нижчих дивізіонів «Газелек», «Епіналь» та «Аяччо».
8 червня 2004 року Сільва перейшов з «Монако» в «Лілль» на правах вільного агента. З «Ліллем» він провів трохи більше половини всіх своїх матчів — 163. А також в сезоні 2004/05 допоміг «Ліллю» закінчити сезон на другому місці в Лізі 1.
У липні 2008 року Тоні підписав дворічний контракт з турецьким «Трабзонспором». Хоча його контракт у «Ліллі» закінчувався лише в червні 2009 року, але відповідно до правила Вебстера йому було дозволено покинути клуб. Останнім сезоном став 2009/10, в якому Тоні допоміг «Трабзонспору» завоювати Кубок Туреччини.

## Виступи за збірну
6 червня 1999 року дебютував в офіційних матчах у складі національної збірної Сенегалу в кваліфікаційній грі на кубок африканських націй 2000 року проти Буркіна-Фасо (2:2). В підсумку камерунці кваліфікувались на турнір, але Сільва у заявку не потрапив і поїхав лише на наступний Кубок африканських націй 2002 року у Малі, де разом з командою здобув «срібло».
Влітку того ж року складі збірної був учасником чемпіонату світу 2002 року в Японії і Південній Кореї, де дійшов з командою до чвертьфіналу. В подальшому зіграв зі збірною на Кубках африканських націй 2004 року у Тунісі, 2006 року в Єгипті та 2008 року у Гані.
Протягом кар'єри у національній команді, яка тривала 10 років, провів у формі головної команди країни 82 матчі.

## Титули і досягнення
- Чемпіон Франції (1):

«Монако»: 1999-2000
- Володар Кубка французької ліги (1):

«Монако»: 2002-03
- Володар Кубка Туреччини (1):

«Трабзонспор»: 2009-10
Збірні
- Срібний призер Кубка африканських націй: 2002